# Новоалександровка (Борисовский район)
Новоалександровка — село в Борисовском районе Белгородской области. Входит в состав Стригуновского сельского поселения.

## География
Находится в юго-западной части Белгородской области, в лесостепной зоне, на расстоянии примерно 4 километров (по прямой) к юго-востоку от Борисовки, административного центра района. Абсолютная высота — 174 метра над уровнем моря.
Часовой пояс
Село Новоалександровка как и вся Белгородская область, находится в часовой зоне МСК (московское время). Смещение применяемого времени относительно UTC составляет +3:00.

## Население
| 2002 | 2010 |
| ---- | ---- |
| 183  | ↘155 |